# Тарасенко Владислав Єгорович
Тарасенко Владислав Єгорович (нар. 1958, Лутугине, Луганська область) — український науковець, доктор юридичних наук, професор, професор кафедри кримінального процесу та криміналістики Одеського державного університету внутрішніх справ.

## Життєпис

### Здобуття вищої освіти
У 1985 р. закінчив Луганський державний педагогічний інститут імені Т.Г. Шевченка за спеціальністю «історія».
У 1998 р. закінчив Луганський інститут внутрішніх справ МВС України за спеціальністю «правоохоронна діяльність».

### Служба в органах внутрішніх справ
З 1979 по 2002 рр. працював в підрозділах внутрішніх справ в Луганській області на посадах оперуповноваженого, старшого оперуповноваженого, заступника начальника відділу карного розшуку, начальника відділу охорони, заступника начальника РВ УМВС, першого заступника начальника — начальника кримінальної міліції Лутугинського РВ УМВС, начальника Попаснянського РВ УМВС України в Луганській області, начальника міського відділення міліції № 2 м. Луганська.
З 2002 року перебував на науково-педагогічній роботі в Луганському державному університеті внутрішніх справ імені Едуарда Дідоренка, з 2009 року — в Одеському державному університеті внутрішніх справ.

## Наукова діяльність
У 2012 році захистив дисертацію на здобуття наукового ступеню доктора юридичних наук за спеціальністю 12.00.09 — кримінальний процес та криміналістика; судова експертиза; оперативно-розшукова діяльність за темою «Окрема теорія агентурного методу оперативно-розшукової діяльності ОВС України».
Є автором понад 150 наукових і науково-методичних робіт, серед яких 5 монографій, 17 підручників і навчальних посібників, 15 методичних рекомендацій, 70 наукових статей тощо.
Очолює наукову школу «Забезпечення прав і законних інтересів громадян при здійсненні досудового розслідування та оперативно-розшукової діяльності» в Одеському державному університету внутрішніх справ. В межах школи захистили дисертації 2 доктори та 12 кандидатів наук / докторів філософії.
Член редакційної ради наукового журналу «Південноукраїнський правничий часопис».
Член спеціалізованої Вченої ради Д 41.722.02 та Д 41.884.04 в Одеському державному університету внутрішніх справ.
Член Всеукраїнської Асоціації науковців та фахівців у сфері оперативно-розшукової діяльності.

## Нагороди та відзнаки
Трудова та наукова діяльність відзначені нагородами, а саме: нагороджений медалями «За бездоганну службу» III, II та І ступенів, «Ветеран ОВС», відзнаками МВС України «За заслуги у боротьбі з економічною злочинністю», «За сприяння органам внутрішніх справ України з нагоди Дня науки», «Безпека народу», відзнакою Спілки ветеранів та працівників силових структур України «Звитяга» «Міліція України — безпека держави», почесними грамотами МОН України, Одеської обласної державної адміністрації, Одеської міської ради.